# Eureka (serial telewizyjny)
Eureka – amerykański serial science fiction, którego akcja rozgrywa się w sekretnym mieście o tej samej nazwie. Premiera odbyła się w Stanach Zjednoczonych na kanale Sci Fi 18 lipca 2006 roku. W Wielkiej Brytanii oraz Irlandii serial został wyemitowany przez stację Sky One pod nazwą A Town Called Eureka. W Polsce 30 sierpnia 2007 emisję pierwszego sezonu rozpoczął Canal+.

## Fabuła
Akcja serialu rozgrywa się w sekretnym mieście Eureka stworzonym dla najinteligentniejszych ludzi na Ziemi. Miasto zostało założone przez prezydenta Trumana w 1945 roku z inicjatywy Alberta Einsteina. Zalicza się do niego również znajdujący się w pobliżu ośrodek naukowo-badawczy Global Dynamics.
Serial rozpoczyna się w momencie, gdy nieświadom niczego szeryf stanowy Jack Carter wraz ze swoją córką Zoe przejeżdża w czasie burzy obok Eureki. Na skutek wypadku samochodowego zmuszeni są pozostać w niej na kilka dni. W tym czasie szeryf pomaga rozwiązać pewną sprawę, za co dostaje awans i zostaje mianowany szeryfem Eureki.

## Główne postacie
- Colin Ferguson jako Jack Carter – szeryf Eureki.
- Jordan Hinson jako Zoe Carter – córka szeryfa.
- Joe Morton jako Henry Deacon – mechanik samochodowy, burmistrz oraz wykonawca wielu innych funkcji.
- Erica Cerra jako Josephina „Jo” Lupo – zastępca szeryfa.
- Ed Quinn jako Nathan Stark – dyrektor Global Dynamics
- Salli Richardson jako Allison Blake – dyrektorka Global Dynamics po śmierci Nathana Starka, wcześniej agentka departamentu obrony a po zmianie linii czasu w 4. serii szefowa wydziału medycznego.
- Neil Grayston jako Douglas Fargo – dyrektor Global Dynamics po zmianie linii czasu w 4. serii a wcześniej asystent Nathana Starka.
- Barclay Hope jako generał Mansfield – zwierzchnik dyrektora Global Dynamics.
- Niall Matter jako Zane Donovan – genialny haker.
- Chris Gauthier jako Vincent – właściciel Cafe Diem.
- James Callis jako Trevor Grant – przeniesiony w czasie asystent Alberta Einsteina.
- Matt Frewer jako Jim Taggart – ekscentryczny zoolog i geofizyk.
- Frances Fisher jako Eva Thorne – 107-letnia naukowiec o wyglądzie 50-latki.

## Lista odcinków
| Sezon     | Sezon | Część         | Odcinki | Czas emisji     | Czas emisji         |
| Sezon     | Sezon | Część         | Odcinki | Początek sezonu | Koniec sezonu       |
| --------- | ----- | ------------- | ------- | --------------- | ------------------- |
|           | 1     | 1             | 12      | 18 lipca 2006   | 3 października 2006 |
|           | 2     | 2             | 13      | 10 lipca 2007   | 2 października 2007 |
|           | 3     | sezon 3.0     | 18      | 29 lipca 2008   | 18 września 2009    |
| sezon 3.5 | 3     | 10 lipca 2009 | 18      |                 | 18 września 2009    |
|           | 4     | sezon 4.0     | 21      | 9 lipca 2010    | 06 grudnia 2011     |
| sezon 4.5 | 4     | 11 lipca 2011 | 21      |                 | 06 grudnia 2011     |
|           | 5     | 5             | 13      | 6 kwietnia 2012 | 16 lipca 2012       |

### Sezon 1
| N/o | #  | Tytuł               | Tytuł polski         | Reżyseria        | Scenariusz                                             | Premiera (Sci Fi)   | Premiera w Polsce (Canal+)                           |
| --- | -- | ------------------- | -------------------- | ---------------- | ------------------------------------------------------ | ------------------- | ---------------------------------------------------- |
| 1   | 1  | Pilot               | Pilot                | Peter O'Fallon   | Andrew Cosby Jaime Paglia                              | 18 lipca 2006       | 30 sierpnia 2007 (część 1) 6 września 2007 (część 2) |
| 2   | 2  | Manny Happy Returns | Nieoczekiwany powrót | Jefery Levy      | Andrew Cosby Jaime Paglia                              | 25 lipca 2006       | 13 września 2007                                     |
| 3   | 3  | Before I Forget     | Meandry pamięci      | Michael Robison  | Karl Schaefer John Rogers                              | 1 sierpnia 2006     | 20 września 2007                                     |
| 4   | 4  | Alienated           | Kosmita              | Marita Grabiak   | Varina Bleil, Betsy Landis Harry Victor, Dan E. Fesman | 8 sierpnia 2006     | 27 września 2007                                     |
| 5   | 5  | Invincible          | Niepokonany          | Michael Grossman | Dan E. Fesman                                          | 15 sierpnia 2006    | 4 października 2007                                  |
| 6   | 6  | Dr. Nobel           | Noblista             | Jeff Woolnough   | Dan E. Fesman Harry Victor                             | 22 sierpnia 2006    | 11 października 2007                                 |
| 7   | 7  | Blink               | W mgnieniu oka       | Jeffery Levy     | Andrew Cosby Jaime Paglia                              | 29 sierpnia 2006    | 18 października 2007                                 |
| 8   | 8  | Right as Raynes     | Powrót Raynesa       | Michael Rohl     | Johanna Stokes                                         | 5 września 2006     | 25 października 2007                                 |
| 9   | 9  | Primal              | Nanoidy              | Colin Bucksey    | Karl Schaefer Martin Weiss Johanna Stokes              | 12 sierpnia 2006    | 8 listopada 2007                                     |
| 10  | 10 | Purple Haze         | Fioletowa mgła       | David Straiton   | Andrew Cosby Jaime Paglia Johanna Stokes               | 19 września 2006    | 15 listopada 2007                                    |
| 11  | 11 | H.O.U.S.E. Rules    | Zakładnicy           | Jeff Woolnough   | Harry Victor                                           | 26 września 2006    | 22 listopada 2007                                    |
| 12  | 12 | Once in a Lifetime  | Życiowa szansa       | Michael Lange    | Jaime Paglia Johanna Stokes Andrew Cosby               | 3 października 2006 | 29 listopada 2007                                    |

1. ↑  Polskie tytuły podane za programem telewizyjnym stacji Canal+.

### Sezon 2
| N/o | #  | Tytuł                      | Tytuł polski           | Reżyseria        | Scenariusz                         | Premiera (Sci Fi)   | Premiera w Polsce (Canal+) |
| --- | -- | -------------------------- | ---------------------- | ---------------- | ---------------------------------- | ------------------- | -------------------------- |
| 1   | 13 | Phoenix Rising             | Feniks                 | Michael Rohl     | Jaime Paglia                       | 10 lipca 2007       | 3 sierpnia 2008            |
| 2   | 14 | Try, Try Again             | Próbuj do skutku       | Michael Nankin   | Charlie Craig                      | 17 lipca 2007       | 10 sierpnia 2008           |
| 3   | 15 | Unpredictable              | Prognoza pogody        | Robert Lieberman | Thania St. John                    | 24 lipca 2007       | 17 sierpnia 2008           |
| 4   | 16 | Games People Play          | Gry i zabawy           | Michael Rohl     | Johanna Stokes                     | 31 lipca 2007       | 24 sierpnia 2008           |
| 5   | 17 | Duck, Duck Goose           | Gęsi z kosmosu         | Michael Lange    | Ethan Matthew Lawrence             | 7 sierpnia 2007     | 31 sierpnia 2008           |
| 6   | 18 | Noche de Sueños            | Dziwne sny             | Eric Laneuville  | Jaime Paglia                       | 14 sierpnia 2007    | 7 września 2008            |
| 7   | 19 | Family Reunion             | Zjazd rodzinny         | Michael Lange    | Jane Espenson Anne Cofell Saunders | 21 sierpnia 2007    | 14 września 2008           |
| 8   | 20 | E=MC...?                   | Młody talent           | Tim Matheson     | Bruce Miller                       | 28 sierpnia 2007    | 21 września 2008           |
| 9   | 21 | Sight Unseen               | Niewidzialni           | Donna Deitch     | Charlie Craig Thania St. John      | 4 września 2007     | 28 września 2008           |
| 10  | 22 | God Is In The Details      | Bóg tkwi w szczegółach | Michael Rohl     | Eric Wallace                       | 11 września 2007    | 5 października 2008        |
| 11  | 23 | Maneater                   | Zarodnik               | Michael Robison  | Bruce Miller                       | 18 września 2007    | 12 października 2008       |
| 12  | 24 | All That Glitters...       | Złoto                  | Michael Grossman | Thania St. John                    | 25 września 2007    | 19 października 2008       |
| 13  | 25 | A Night At Global Dynamics | Noc w Global Dynamics  | Michael Lange    | Jaime Paglia                       | 2 października 2007 | 26 października 2008       |

1. ↑  Polskie tytuły podane za programem telewizyjnym stacji Canal+.

### Sezon 3.0
| N/o | #  | Tytuł                 | Tytuł polski          | Reżyseria         | Scenariusz                | Premiera (Sci Fi) | Premiera w Polsce (Sci Fi) |
| --- | -- | --------------------- | --------------------- | ----------------- | ------------------------- | ----------------- | -------------------------- |
| 1   | 26 | Bad to the Drone      | Złowrogi warkot       | Bryan Spicer      | Jaime Paglia              | 29 lipca 2008     | 23 lutego 2011             |
| 2   | 27 | What About Bob?       | Co z tym Bobem?       | Fred Gerber       | Charlie Craig             | 5 sierpnia 2008   | 2 marca 2011               |
| 3   | 28 | Best in Faux          | Najlepsi w Faux       | Paul Holohan      | Bruce Miller              | 12 sierpnia 2008  | 2 marca 2011               |
| 4   | 29 | I Do Over             | Wszystko pod kontrolą | Matt Earl Beesley | Thania St. John           | 19 sierpnia 2008  | 9 marca 2011               |
| 5   | 30 | Show Me the Mummy     | Egipska plaga         | Ernest Dickerson  | Curtis Kheel              | 26 sierpnia 2008  | 9 marca 2011               |
| 6   | 31 | Phased and Confused   | Ściana                | Michael Robison   | Nick Wauters              | 2 września 2008   | 16 marca 2011              |
| 7   | 32 | Here Come the Suns    | W promieniach słońca  | Oz Scott          | Jaime Paglia Eric Wallace | 9 września 2008   | 16 marca 2011              |
| 8   | 33 | From Fear to Eternity | Bomba                 | Eric Laneuville   | Thania St. John           | 16 września 2008  | 23 marca 2011              |

1. ↑  Polskie tytuły podane za programem telewizyjnym stacji Scifi Universal.

### Sezon 3.5
| N/o | #  | Tytuł                         | Tytuł polski                  | Reżyseria       | Scenariusz                                                         | Premiera (SyFy)  | Premiera w Polsce (Canal+)                       |
| --- | -- | ----------------------------- | ----------------------------- | --------------- | ------------------------------------------------------------------ | ---------------- | ------------------------------------------------ |
| 9   | 34 | Welcome Back Carter           | Powrót Cartera Szeryf Carter  | Matthew Diamond | Bruce Miller                                                       | 10 lipca 2009    | 30 stycznia 2010 (Canal+) 23 marca 2011 (Sci Fi) |
| 10  | 35 | Your Face or Mine             | Ty czy ja?                    | Colin Ferguson  | Jaime Paglia                                                       | 17 lipca 2009    | 6 lutego 2010                                    |
| 11  | 36 | Insane in the P-Brane         | Duchy                         | Steve Miner     | Thania St. John                                                    | 24 lipca 2009    | 13 lutego 2010                                   |
| 12  | 37 | It's Not Easy Being Green     | Sarah Pia Anderson            | Curtis Kheel    | 31 lipca 2009                                                      | 20 lutego 2010   |                                                  |
| 13  | 38 | If You Build It...            | Sygnał z kosmosu Odwiedziny   | Mike Rohl       | Bruce Miller                                                       | 7 sierpnia 2009  | 27 lutego 2010                                   |
| 14  | 39 | Ship Happens                  | Statek Coś wisi w powietrzu   | Chris Fisher    | Charlie Craig                                                      | 14 sierpnia 2009 | 6 marca 2010                                     |
| 15  | 40 | Shower the People             | Woda Żywioł wodny             | Stephen Surjik  | Thania St. John                                                    | 21 sierpnia 2009 | 13 marca 2010                                    |
| 16  | 41 | You Don't Know Jack           | Wspomnienia Jack w akcji      | James Head      | Eric Wallace                                                       | 28 sierpnia 2009 | 20 marca 2010                                    |
| 17  | 42 | Have an Ice Day               | Lód Zima w mieście            | Joe Morton      | Joan Binder Weiss, Constance M. Burge, Bruce Miller, Charlie Craig | 4 września 2009  | 27 marca 2010                                    |
| 18  | 43 | What Goes Around Comes Around | Komu w drogę Wielki magnetyzm | Matt Hastings   | Jaime Paglia                                                       | 11 września 2009 | 3 kwietnia 2010                                  |

1. ↑  Polskie tytuły podane za programem telewizyjnym stacji Canal+ (pogrubione) oraz SciFi Universal (niepogrubione).

### Sezon 4
| N/o | #  | Tytuł                          | Tytuł polski                            | Reżyseria                  | Scenariusz                       | Premiera (SyFy)  | Premiera w Polsce (Canal+) |
| --- | -- | ------------------------------ | --------------------------------------- | -------------------------- | -------------------------------- | ---------------- | -------------------------- |
| 1   | 44 | Founder's Day                  | Dzień założyciela Powrót do przyszłości | Matt Hastings              | Jaime Paglia                     | 12 lipca 2010    | 27 listopada 2010          |
| 2   | 45 | A New World                    | Nowy świat Zmiany                       | Michael Robison            | Bruce Miller                     | 17 lipca 2010    | 4 grudnia 2010             |
| 3   | 46 | All the Rage                   | Gniew Wadliwy prototyp                  | Michael Rohl               | Kira Snyder                      | 24 lipca 2010    | 11 grudnia 2010            |
| 4   | 47 | The Story of O2                | THE STORY OF O2 Nietypowy bohater       | Colin Ferguson             | Jill Blotevogel Eric Tuchman     | 31 lipca 2010    | 18 grudnia 2010            |
| 5   | 48 | Crossing Over                  | Przejście Stracona nadzieja             | Michael Robison            | Paula Yoo                        | 7 sierpnia 2010  | 25 grudnia 2010            |
| 6   | 49 | Momstrosity                    | Bunt komputerów Nieznana miłość         | Michael Rohl               | Terri Hughes Burton Ron Milbauer | 14 sierpnia 2010 | 1 stycznia 2011            |
| 7   | 50 | Stoned                         | Skamieliny Skamieniali                  | Joe Morton                 | Eric Wallace                     | 21 sierpnia 2010 | 8 stycznia 2011            |
| 8   | 51 | The Ex-files                   | Anomalie Wizyta z przeszłości           | Chris Fisher               | Amy Berg                         | 28 sierpnia 2010 | 15 stycznia 2011           |
| 9   | 52 | I'll Be Seeing You             | Do zobaczenia Będę cię obserwować       | Michael Robison            | Jaime Paglia                     | 11 września 2010 | 22 stycznia 2011           |
| 10  | 53 | O Little Town...               | O Little Town... Małe miasteczko        | Matt Hastings              | Eric Tuchman                     | 7 grudnia 2010   | 17 września 2011           |
| 11  | 54 | Liftoff                        | Start Liftoff                           | Mike Rohl                  | Jaime Paglia Bruce Miller        | 11 lipca 2011    | 24 września 2011           |
| 12  | 55 | Reprise                        | Skutki uboczne Potrącenie od dochodu    | Matt Hastings              | Amy Berg                         | 18 lipca 2011    | 1 października 2011        |
| 13  | 56 | Glimpse                        | Wgląd Przelotne spojrzenie              | Michael Robison            | Ed Fowler                        | 25 lipca 2011    | 8 października 2011        |
| 14  | 57 | Up in the Air                  | Up in the Air W górę                    | Alexandra LaRoche          | Kira Snyder                      | 1 sierpnia 2011  | 15 października 2011       |
| 15  | 58 | Omega Girls                    | Przyjęcie Dziewczyny Omega              | Salli Richardson-Whitfield | Eric Wallace Jaime Paglia        | 8 sierpnia 2011  | 22 października 2011       |
| 16  | 59 | Of Mites and Men               | Roztocze i ludzie Ludzie i robaki       | Mike Rohl                  | Terri Hughes Burton Ron Milbauer | 15 sierpnia 2011 | 29 października 2011       |
| 17  | 60 | Clash of the Titans            | Starcie tytanów                         | Michael Robison            | Eric Tuchman Paula Yoo           | 22 sierpnia 2011 | 5 listopada 2011           |
| 18  | 61 | This One Time At Space Camp... | Wspomnienia O krok od gwiazd            | Andrew Seklir              | Amy Berg                         | 29 sierpnia 2011 | 12 listopada 2011          |
| 19  | 62 | One Small Step                 | Mały krok Mały krok człowieka           | Michael Robison            | Bruce Miller                     | 12 września 2011 | 19 listopada 2011          |
| 20  | 63 | One Giant Leap                 | Wielki skok Wielki krok ludzkości       | Matt Hastings              | Jaime Paglia                     | 19 września 2011 | 26 listopada 2011          |

1. ↑  Polskie tytuły podane za programem telewizyjnym stacji Canal+ oraz SciFi Universal (drugi tytuł).

### Odcinek specjalny
W Polsce wyemitowany jako część sezonu piątego.
| N/o  | #  | Tytuł                 | Tytuł polski          | Reżyseria     | Scenariusz            | Premiera (SyFy) | Premiera w Polsce (Canal+ HD) |
| ---- | -- | --------------------- | --------------------- | ------------- | --------------------- | --------------- | ----------------------------- |
| 21/1 | 64 | Do You See What I See | Białe Boże Narodzenie | Matt Hastings | Amy Berg Eric Tuchman | 6 grudnia 2011  | 4 października 2012           |

1. ↑  Polskie tytuły podane za programem telewizyjnym stacji Canal+.

### Sezon 5
| N/o | #  | Tytuł               | Tytuł polski                             | Reżyseria                               | Scenariusz                       | Premiera (SyFy)                                         | Premiera w Polsce                                         |
| --- | -- | ------------------- | ---------------------------------------- | --------------------------------------- | -------------------------------- | ------------------------------------------------------- | --------------------------------------------------------- |
| 2   | 65 | Lost                | Zagubieni                                | Matt Hastings                           | Jaime Paglia                     | 16 kwietnia 2012                                        | 11 października 2012 (Canal+) 2 października 2013 (SciFi) |
| 3   | 66 | The Real Thing      | Coś realnego Co jest prawdą?             | Michael Robison                         | Bruce Miller                     | 23 kwietnia 2012                                        | 18 października 2012 (Canal+) 2 października 2013 (SciFi) |
| 4   | 67 | Force Quit          | Wymuszone zamknięcie programu Na ratunek | Mike Rohl                               | Terri Hughes Burton Ron Milbauer | 30 kwietnia 2012                                        | 25 października 2012 (Canal+) 9 października 2013 (SciFi) |
| 5   | 68 | Friendly Fire       | Przyjacielski ogień Przypadkowa ofiara   | Mike Rohl                               | Amy Berg                         | 7 maja 2012                                             | 1 listopada 2012 (Canal+) 16 października 2013 (SciFi)    |
| 6   | 69 | Jack of All Trades  | Nieoczekiwana zamiana miejsc Moc umysłu  | Jaime Paglia                            | Jaime Paglia Eric Wallace        | 14 maja 2012                                            | 8 listopada 2012 (Canal+) 23 października 2013 (SciFi)    |
| 7   | 70 | Worst Case Scenario | Salli Richardson-Whitfield               | Jill Blotevogel                         | 21 maja 2012                     | 15 listopada 2012 (Canal+) 30 października 2013 (SciFi) |                                                           |
| 8   | 71 | Ex Machina          | Michael Robison                          | Kira Snyder                             | 4 czerwca 2012                   | 22 listopada 2012 (Canal+) 6 listopada 2013 (SciFi)     |                                                           |
| 9   | 72 | In Too Deep         | Colin Ferguson                           | Terri Hughes Burton Ron Milbaugher      | 11 czerwca 2012                  | 29 listopada 2012 (Canal+) 13 listopada 2013 (SciFi)    |                                                           |
| 10  | 73 | Smarter Carter      | Alexandra LaRoche                        | Paula Yoo Ed Fowler                     | 17 czerwca 2012                  | 6 grudnia 2012 (Canal+) 20 listopada 2013 (SciFi)       |                                                           |
| 11  | 74 | The Honeymooners    | Miodowy miesiąc Nowożeńcy                | Joe Morton                              | Eric Tuchman                     | 25 czerwca 2012                                         | 13 grudnia 2012 (Canal+) 27 listopada 2013 (SciFi)        |
| 12  | 75 | Mirror, Mirror      | Lustereczko, lustereczko Sabotaż         | Mike Rohl                               | Bruce Miller                     | 2 lipca 2012                                            | 20 grudnia 2012 (Canal+) 4 grudnia 2013 (SciFi)           |
| 13  | 76 | Double Take         | Matt Hastings                            | Margaret Dunlap Nina Fiore John Herrera | 9 lipca 2012                     | 27 grudnia 2012 (Canal+) 11 grudnia 2013 (SciFi)        |                                                           |
| 14  | 77 | Just Another Day    | Jeszcze jeden dzień Nowa rzeczywistość   | Matt Hastings                           | Bruce Miller Jaime Paglia        | 16 lipca 2012                                           | 3 stycznia 2013 (Canal+) 18 grudnia 2013 (SciFi)          |

1. ↑  Polskie tytuły podane za programem telewizyjnym stacji Canal+ (pogrubione) oraz SciFi Universal (kursywą bez pogrubienia).

## Emisja na świecie
| Kraj            | Kanał               | Premiera 1 sezonu    | Premiera 2 sezonu   |
| --------------- | ------------------- | -------------------- | ------------------- |
| Irlandia        | Sky One             | 2 sierpnia 2006      | 2 sierpnia 2007     |
| Irlandia        | Sci Fi              | 11 stycznia 2007     |                     |
| Wielka Brytania | Sky One             | 2 sierpnia 2006      | 2 października 2007 |
| Wielka Brytania | SciFi               | 11 stycznia 2007     |                     |
| Kanada          | Space               | 3 września 2006      | 10 września 2007    |
| Kanada          | Ztélé (j.francuski) | 27 sierpnia 2007     | 10 września 2007    |
| Turcja          | DiziMax             | 11 października 2006 |                     |
| Izrael          | AXN                 | 6 listopada 2006     |                     |
| Hiszpania       | Cuatro TV           | 6 stycznia 2007      |                     |
| Hiszpania       | SciFi               | 10 stycznia 2007     |                     |
| Węgry           | TV2                 | 3 lutego 2007        |                     |
| Azja            | Star World          | 30 maja 2007         |                     |
| Chorwacja       | HRT 2               | 4 lipca 2007         |                     |
| Włochy          | FOX                 | 4 sierpnia 2007      |                     |
| Polska          | Canal+              | 30 sierpnia 2007     | 3 sierpnia 2008     |
| Polska          | SciFi               | 19 lipca 2010        |                     |
| Szwecja         | TV6                 | 28 września 2007     |                     |